# Cyrhla nad Białką
Der Cyrhla nad Białką ist ein Berg in den polnischen Pogórze Bukowińskie, einem Gebirgszug der Pogórze Spisko-Gubałowskie. mit 1155 Metern Höhe über Normalnull ist er der höchste Gipfel des Pogórze Bukowińskie.

## Lage und Umgebung
Der Cyrhla nad Białką liegt unmittelbar unterhalb der Hohen Tatra. Östlich des Gipfels fließt der Gebirgsfluss Białka. An seinen Nordhängen befindet sich die Alm Polana Głodówka.

## Tourismus
Der Gipfel ist von allen umliegenden Ortschaften leicht erreichbar. Er liegt außerhalb des Tatra-Nationalparks. Der Gipfel selbst ist bewaldet. Von der Alm unterhalb des Gipfels öffnet sich ein weiter Rundumblick auf die Tatra.